# Никагор (философ)
Никагор (лат. Nicagoras) — греческий философ, афинянин IV-го века н. э.
Служил императору Константину I Великому, который поставил перед ним задачу определить статуи, которые можно было бы использовать для украшения новой столицы Константинополя. С этой целью посетил Фивы, известно, в частности, его путешествие в Египет в 326 году, о чём свидетельствует городская запись (CIG 4770). В ней Никагор цитирует Платона, что, возможно, указывает на то, что он был афинским философом-неоплатоником.
Был сыном ритора Минукиана, внуком софиста Никагора и, возможно, тестем софиста Генетлия.
Факелоносец, ответственный за проведение Элевсинских мистерий.